# حوزه انتخابیه پنجم اورگن
حوزه انتخابیه پنجم اورگن یک حوزه انتخابیه مجلس نمایندگان آمریکا است که در ایالت اورگن قرار دارد.